# 阿尔希米亚德亚尔法拉
阿尔希米亚德亚尔法拉，是西班牙巴伦西亚自治区巴伦西亚省的一个市镇。总面积14平方公里，总人口947人（2001年），人口密度68人/平方公里。